# Spécialité pharmaceutique

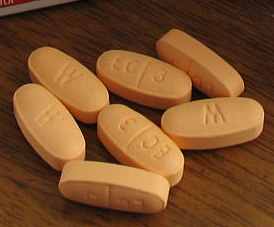
Médicaments

La spécialité pharmaceutique est définie à l’article L5111-2 du code de la Santé Publique français comme « tout médicament préparé à l’avance, présenté sous un conditionnement particulier et caractérisé par une dénomination spéciale ». La notion de spécialité pharmaceutique s'oppose aux notions de préparations magistrales ou officinales.
La spécialité pharmaceutique, ou plus simplement appelée spécialité, désigne notamment le nom de marque commerciale d'un médicament,. À titre d'exemple, Doliprane ou Dafalgan sont les noms commerciaux de spécialités à base de paracétamol. Le nom d'une spécialité peut aussi se composer de la dénomination commune internationale ou DCI (le nom de la molécule) et du nom du laboratoire comme Paracétamol Sandoz.

## Définition élargie
Pour un médicament, la description de la spécialité concerne à la fois la description de son nom de marque commerciale (nom de « fantaisie »), de son emballage, de sa notice, de sa date de mise sur le marché, de sa forme galénique, de sa voie d'administration, de sa classe pharmacologique et de son nom scientifique ainsi que de son éventuelle appartenance à un classement spécifique (par exemple : stupéfiant). Certains pictogrammes peuvent figurer dans la description. La description de la spécialité exclut la précision d'un dosage spécifique, dont la mention figure si nécessaire à côté (par exemple: Doliprane 1 g., Doliprane 500 mg.) ou encore des autres modalités de dispensation  — exception étant de la voie d'administration recommandée ou obligatoire —, comme les heures de prise ou la dose obligatoirement thérapeutique à ingérer, qui restent à l'appréciation du prescripteur.
Le nom de marque, généralement enregistré au titre d'une propriété intellectuelle ou d'une propriété commerciale (® ou ©), est la plupart du temps déterminé par le laboratoire pharmaceutique créant, fabriquant ou produisant le médicament. Cette dénomination commerciale est mise en correspondance avec la dénomination scientifique du médicament lors de l'enregistrement auprès des autorités sanitaire d'un pays ou de la création d'une autorisation de mise sur le marché (AMM). Le nom scientifique est, pour la plupart des médicaments, issu des appellations de la nomenclature de la dénomination commune internationale (DCI) ou parfois de la nomenclature de l'Union internationale de chimie pure et appliquée (UICPA) pour les substances chimiques non thérapeutiques, ou encore des nomenclatures British approved name (BAN) ou United States Adopted Name (USAN).
Par usage, le nom de spécialité est souvent suivi par écrit du nom scientifique du médicament (par exemple : « Doliprane (paracétamol) »). Par décret, en France, le professionnel de santé assurant la dispensation du médicament, peut substituer un médicament prescrit par son nom de spécialité par un médicament générique à bioéquivalence identique.
Le nom de la spécialité s'inspire parfois par jeu de mots du nom du principe actif du médicament (Clopin (clozapine)), de sa classe pharmacologique (Malarone, antipaludéen), de sa forme galénique (Gynopévaryl, ovule gynécologique), de l'effet thérapeutique souhaité (Surmontyl (trimipramine), antidépresseur) ou encore de sa voie d'administration (Nicopatch, patch transderminque). Le nom peut être élaboré en fonction de certains paramètres socio-culturels d'un pays ou de critères marketing.
Plusieurs noms de spécialité peuvent désigner un même médicament. Pour le cas d'un même médicament distribué à échelle mondiale par un laboratoire, la dénomination commerciale peut également être différente d'un pays à l'autre (par exemple : Demetrin en Suisse, et Lysanxia en France (prazépam) ; Lasilix en France, Lasix en Suisse, Belgique et États-Unis (furosémide)).
Certaines spécialités portent par ailleurs en nom de marque le même nom que celui proposé par la dénomination commune internationale (DCI), ce qui est par exemple le cas de certains médicaments génériques complétés du nom du laboratoire ou du fabricant. Pour les spécialités Atropine Mepha (atropine), Amoxicilline Sandoz (amoxicilline), Furosemid-Ratiopharm (furosémide) par exemple, les suffixes -Mepha, -Sandoz et -Ratiopharm sont des noms des marques propriétaires respectivement des laboratoires Mepha Pharma, Sandoz filiale de Novartis et Ratiopharm filiale de TEVA Laboratoires.
La terme spécialité fait parfois également référence aux noms de certains médicaments-conseil (par exemple : Pastille Valda, Guronsan, Humex). Ne sont par ailleurs pas répertoriées sous une dénomination de spécialité les préparations magistrales réalisées en officine.

## Exemples de correspondances
Doliprane, Dafalgan, Perfalgan i.v. sont des noms de spécialités dont la substance active principale entrant dans leurs compositions est le paracétamol.
Aspirine (à l'origine produite par Bayer sous la dénomination Asprin) est un nom de spécialité, par ailleurs tombé dans le domaine public, de l'acide acétylsalicylique. Le langage courant utilise ce nom de marque comme un nom commun (antonomase).
Ci-dessous un tableau répertoriant des médicaments courants mis en correspondance avec leurs noms scientifiques (DCI) et leurs classes pharmacologiques.
| Nom de spécialité             | Nom scientifique (DCI)                      | Classe pharmacologique                        |
| ----------------------------- | ------------------------------------------- | --------------------------------------------- |
| Aspirine                      | acide acétylsalicylique                     | antipyrétique, antiagrégant plaquétaire, AINS |
| Doliprane, Dafalgan           | paracétamol                                 | antalgique                                    |
| Effexor                       | venlafaxine                                 | antidépresseur                                |
| Xanax                         | alprazolam                                  | anxiolytique                                  |
| Augmentin, Co-amoxicilline    | amoxicilline et acide clavulanique associés | antibiotique                                  |
| Lasilix, Furosemid-Ratiopharm | furosémide                                  | diurétique                                    |